# Parolispiel

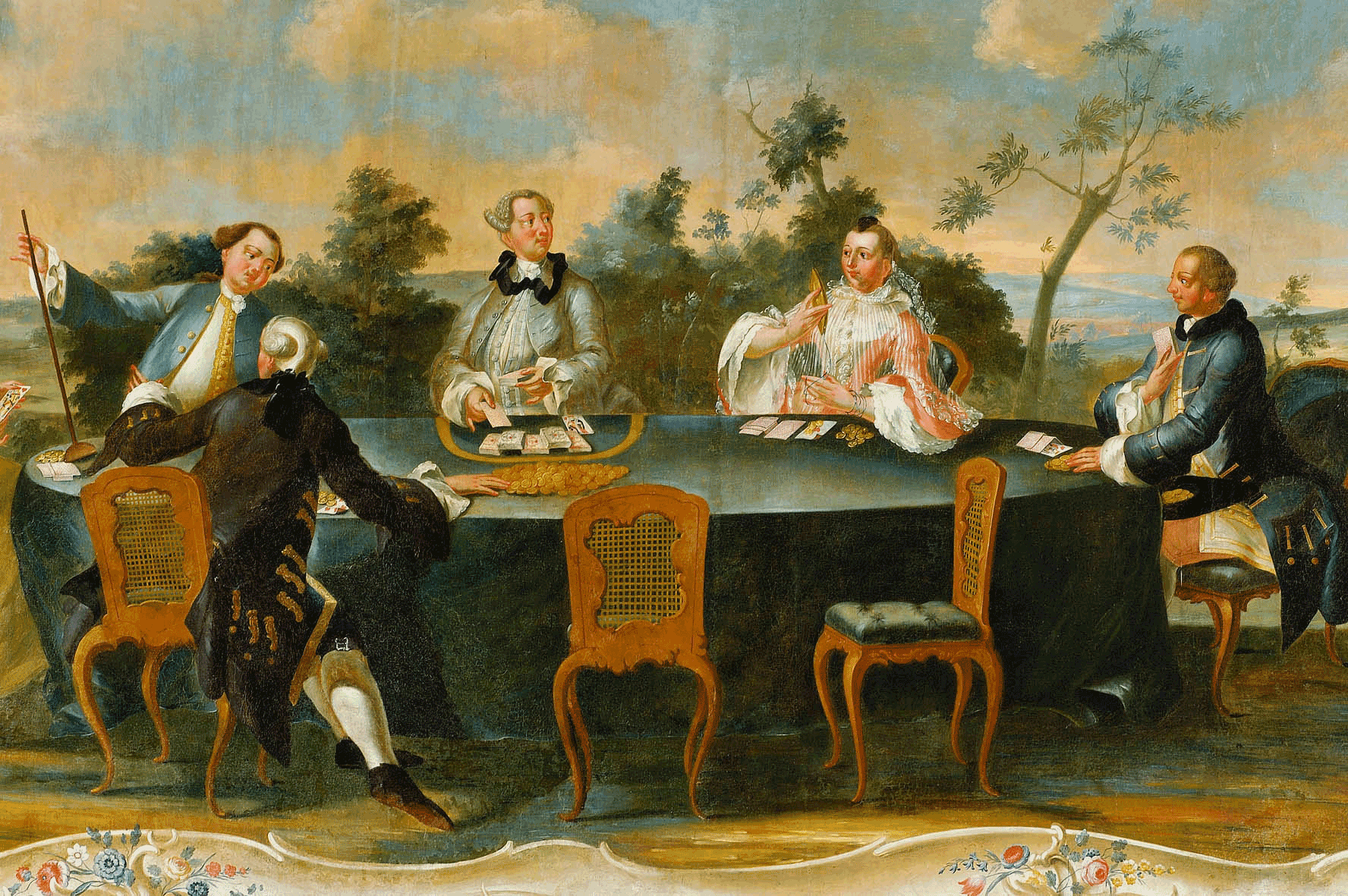
Eine Partie Pharo, Johann Baptist Raunacher (1729–1771), Schloss Eggenberg bei Graz. Auf diesem Bild ist zu sehen, dass die Spielerin (2. v. r.) eine Ecke des von ihr besetzten Asses hochgebogen hat: damit zeigt sie an, dass sie dem Bankhalter Paroli bietet.

Als Paroli-Spiel bezeichnet man allgemein die Erhöhung des Einsatzes nach einem Gewinn in einem Glücksspiel.

## Paroli – Ursprung und Redensart
Im ursprünglichen Sinne ist das Paroli die Bezeichnung für eine Karte beim Pharospiel, die vom Besitzer, nachdem sie gewonnen hat, durch Aufwärtsbiegen einer Ecke gekennzeichnet wird.
Dieses Aufwärtsbiegen einer Ecke bedeutet, dass der Spieler auf das Inkasso des Gewinns vorläufig verzichtet und diesen zusammen mit dem ursprünglichen Satz erneut aufs Spiel setzt. Gewinnt das Paroli, so erhält der Spieler von der Bank das Dreifache des ursprünglichen Satzes.
Davon leitet sich die Redensart „jemandem Paroli bieten“ oder – heute seltener gebraucht – „jemandem ein Paroli biegen“ ab – in dieser letzteren Form ist noch das ursprüngliche Verbiegen der Karten erkennbar – was so viel bedeutet wie „jemandem Widerstand entgegensetzen“ bzw. „jemandes Pläne durch unvermutete Maßnahmen zu vereiteln versuchen“.

### Mehrfache Paroli

#### Sept et le va
Hat das Paroli gewonnen, so kann der Pointeur erneut Paroli bieten. Im Pharospiel tut er dies mit der Ansage „Sept et le va“. Gewinnt er wieder, so erhält er das Siebenfache seines ursprünglichen Satzes.

#### Quinze et le va
Gewinnt der Spieler das Sept et le va, so kann er mit der Ansage „Quinze et le va“ nochmals Paroli bieten und erhält nun, falls er gewinnt, das Fünfzehnfache des ursprünglichen Satzes.

### Verschärftes Paroli
Setzt ein Spieler nach einem gewonnenen Coup zusätzlich zu seinem Gewinn und ursprünglichen Einsatz einen weiteren Einsatz – also drei Einheiten (Stück), wenn der ursprüngliche Einsatz eine Einheit betragen hat –, so nennt man diese Spielweise verschärftes Paroli, bzw. diesen Coup Coup de trois. Diese Satztechnik ist auch unter dem Namen Masse en avant bekannt. Im glücklichen Fall erhält der Spieler sechs Einheiten zurück, zieht man die zwei Einsätze, die der Spieler aus seinem Spielkapital geleistet ab, verbleibt ein Reingewinn von vier Einheiten.
Sir William Gordon-Cumming, die Hauptperson im Royal Baccarat Scandal will sich dieses Systems beim Bakkarat-Spiel in Tranby-Croft bedient haben, seine Gegner behaupteten freilich, er habe betrogen (vgl. Falschspiel, la pousette).
Das Verschärfte Paroli lässt sich auch fortsetzen: Hat man den Coup de trois gewonnen, so setzt man im Folgenden sieben Einheiten – die bisherigen Einsätze mitsamt den darauf entfallenden Gewinnen plus eine zusätzliche Einheit. Im glücklichen Fall, dass auch dieses Spiel gewonnen wird, darf der Spieler vierzehn Einheiten einziehen: Sein Reingewinn beträgt demnach elf Einheiten – drei Einheiten stammen ja aus seinem eigenen Spielkapital.

## Paroli als Spielsystem
Im Gegensatz zum Martingale-Spieler, der seinen Einsatz nach einem Verlust steigert, versucht ein Paroli-Spieler z. B. beim Roulette dadurch zu gewinnen, dass er seinen Einsatz nach einem Gewinn steigert.

### Erläuterung des Systems
Der Spieler setzt sich vor Beginn des Spiels ein Gewinnziel, z. B. den Gewinn eines Dreifachen Paroli (Quinze et le va) und startet seinen Angriff auf die Spielbank mit einem Einsatz von einer  Einheit (Stück).
Gewinnt er, so lässt er Einsatz und Gewinn stehen (Erstes Paroli), gewinnt er nochmals, so lässt er den ursprünglichen Einsatz mitsamt den bisherigen Gewinnen stehen (Zweites Paroli, Sept et le va). Sollte er auch dieses dritte Spiel gewinnen, folgt ein Drittes Paroli (Quinze et le va) und wenn der Spieler auch dieses vierte Spiel in Folge gewinnt, so ist das Ziel erreicht.
Verliert er aber einen Coup, bevor das Ziel erreicht ist, so beginnt er einen neuen Angriff mit einer Einheit.

### Beispiel
Ein Spieler möge – so wie der General in Dostojewskis Roman –  versuchen, ein mehrfaches Paroli auf Schwarz zu gewinnen.
Wenn ein Spieler auf Schwarz setzt, so verheißen 18 Zahlen Gewinn, 18 Zahlen Verlust, und im Falle des Auftretens von Zéro verliert der Spieler den halben Satz. Die Tatsache, dass ein Spieler im Fall des Auftretens von Zéro nur den halben Einsatz verliert, kann man nun so abbilden, dass ein Spieler mit Wahrscheinlichkeit 18,25 zu 37 oder 49,3243 % einen Einsatz gewinnt und mit Wahrscheinlichkeit 18,75 zu 37 oder 50,6757 % seinen Einsatz verliert – der Bankvorteil in einem einzelnen Spiel entspricht dann gerade 0,5/37 = 1,35 %, so wie es auch im tatsächlichen Spiel mit Prison der Fall ist.
- Einfaches Paroli: Die Wahrscheinlichkeit, zwei Spiele in Folge zu gewinnen, beträgt 24,3289 %. Im günstigen Fall gewinnt der Spieler drei Einsätze; der mittlere Verlust beträgt daher 2,68 % des Anfangssatzes je Spielserie.

- Zweifaches Paroli oder Sept et le va: Die Wahrscheinlichkeit, drei Spiele in Folge zu gewinnen, beträgt 12,0001 %. Im günstigen Fall gewinnt der Spieler sieben Einsätze; der mittlere Verlust beträgt daher 4,00 % des Anfangssatzes je Spielserie.

- Dreifaches Paroli oder Quinze et le va: Die Wahrscheinlichkeit, vier Spiele in Folge zu gewinnen, beträgt 5,9189 %. Im günstigen Fall gewinnt der Spieler fünfzehn Einsätze; der mittlere Verlust beträgt daher 5,30 % des Anfangssatzes je Spielserie.

Vergleicht man den mittleren Verlust bei einem zwei- bzw. dreifachen Paroli mit dem Bankvorteil von 2,70 % beim Spiel auf die mehrfachen Chancen, so sieht man, dass das Spiel auf die mehrfachen Chancen aussichtsreicher ist als das Parolispiel.

## Paroli als Ansage
Möchte ein Spieler beim Roulette Paroli spielen, so kann er das auch annoncieren: Die Ansage Paroli bedeutet, dass der Croupier die Gewinn-Jetons neben dem ursprünglichen Einsatz auf dieselbe Chance erneut setzen soll.
Sollte dabei der zulässige Höchsteinsatz überschritten werden, wird der überschüssige Satz zurückgewiesen, und der Spieler muss dem Croupier mitteilen, wie diese Jetons zu platzieren sind.